# Geleitzug JW 55B
Der Geleitzug JW 55B war ein alliierter Nordmeergeleitzug, der im Dezember 1943 im schottischen Loch Ewe zusammengestellt wurde und kriegswichtige Güter in das sowjetische Murmansk brachte. Die Alliierten erlitten keine Verluste, während auf deutscher Seite das Schlachtschiff Scharnhorst verloren ging.

## Zusammensetzung und Sicherung

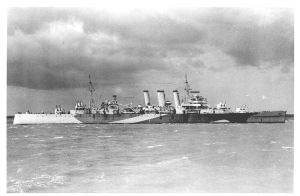
Kreuzer HMS Norfolk

Der Geleitzug JW 55B setzte sich aus 19 Frachtschiffen zusammen. Am 20. Dezember 1943 verließen sie Loch Ewe (Lage) in Richtung Murmansk (Lage). Die Western Local Escort bildeten die Korvetten Borage und Wallflower und die Minensucher Hound und Hydra. Der Ocean Escort standen die Zerstörer Onslow, Onslaught, Orwell, Scourge, Impulsive, Haida, Iroquois, Huron, Whitehall und Wrestler, der Minensucher Gleaner und die Korvetten Honeysuckle und Oxlip zur Verfügung. Ab 28. Dezember übernahm die Eastern Local Escort die Sicherung, mit den sowjetischen Zerstörern Razyarenny, Razumny, Kujbyshev, vier AM-Minensucher und den britischen Minensuchern Speedwell, Hussar, Halcyon. Nah am Konvoi fuhr außerdem eine Kreuzergruppe mit der Belfast, Norfolk und Sheffield. Etwas weiter abgesetzt wirkte ab 26. Dezember eine Ferndeckungsgruppe, die sich aus dem Schlachtschiff Duke of York, dem Kreuzer Jamaica und den Zerstörern Savage, Saumarez, Scorpion und Stord (norwegisch) zusammensetzte.
| Name                  | Typ      | Flagge                 | Vermessung in BRT | Verbleib |
| --------------------- | -------- | ---------------------- | ----------------- | -------- |
| Bernhard N Baker      | Frachter | Vereinigte Staaten     | 7191              |          |
| British Statesman     | Frachter | Vereinigtes Königreich | 6991              |          |
| Brockholst Livingston | Frachter | Vereinigte Staaten     | 7176              |          |
| Cardinal Gibbons      | Frachter | Vereinigte Staaten     | 7191              |          |
| Fort Kullyspell       | Frachter | Vereinigtes Königreich | 7191              |          |
| Fort Nakasley         | Frachter | Vereinigtes Königreich | 7132              |          |
| Fort Vercheres        | Frachter | Vereinigtes Königreich | 7128              |          |
| Harold L Winslow      | Frachter | Vereinigte Staaten     | 7176              |          |
| John J Abel           | Frachter | Vereinigte Staaten     | 7191              |          |
| John Viening          | Frachter | Vereinigte Staaten     | 7191              |          |
| John Wanamaker        | Frachter | Vereinigte Staaten     | 7176              |          |
| Norlys                | Frachter | Panama                 | 9892              |          |
| Ocean Gipsy           | Frachter | Vereinigtes Königreich | 7178              |          |
| Ocean Messenger       | Frachter | Vereinigtes Königreich | 7178              |          |
| Ocean Pride           | Frachter | Vereinigtes Königreich | 7173              |          |
| Ocean Valour          | Frachter | Vereinigtes Königreich | 7174              |          |
| Ocean Viceroy         | Frachter | Vereinigtes Königreich | 7174              |          |
| Thomas U Walter       | Frachter | Vereinigte Staaten     | 7176              |          |
| Will Rogers           | Frachter | Vereinigte Staaten     | 7200              |          |

## Verlauf

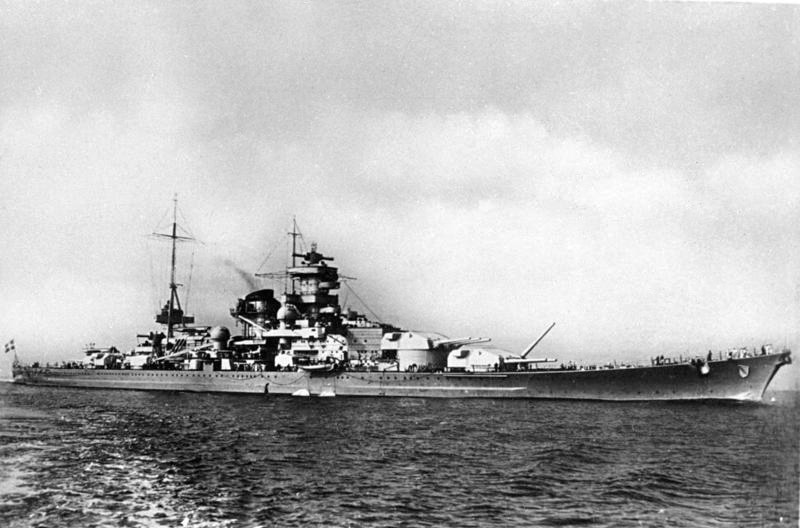
Schlachtschiff Scharnhorst

Am 22. Dezember 1943 erfasste die deutsche Luftaufklärung den Geleitzug. Daraufhin griffen am 23. Dezember einige Junkers Ju 88 an, die aber nichts erreichten. Am 24. Dezember kamen die ersten U-Boote der Gruppe „Eisenbart“ mit U 277, U 387, U 354, U 601, U 716, U 957, U 314, U 601 und U 716 an den Konvoi heran. Doch bis auf Fehlschüsse mit Torpedos erreichten sie nichts. Am 26. Dezember suchte eine deutsche Kampfgruppe mit dem Schlachtschiff Scharnhorst und den Zerstörern  der 4. Z-Flottille Z 29, Z 30, Z 33, Z 34 und Z 38 nach dem Konvoi. Dabei ortete die britische Kreuzergruppe die Scharnhorst. Es kam zu einem kurzen Gefecht, bei der die HMS Norfolk zwei Treffer auf der Scharnhorst erzielte. Dadurch fiel unter anderen das Funkmessgerät aus. Nachdem die Scharnhorst sich zurückgezogen hatte, kam es gegen Mittag erneut zum Aufeinandertreffen, bei dem die HMS Norfolk zwei Treffer erhielt. Inzwischen kam die Ferndeckungsgruppe des Geleitzuges heran. Im Verfolgungsgefecht erzielten die Schiffe durch radargelenktes Feuer einige Treffer, doch kam die Scharnhorst noch einmal außer Reichweite, bis die Zerstörer HMS Savage und HMS Saumarez bzw. HMS Scorpion und Stord in einem Zangenangriff vier Torpedotreffer erzielten und die Scharnhorst zum Stoppen brachten. Die Scharnhorst feuerte unermüdlich weiter und beschädigte noch die HMS Saumarez. Von der HMS Duke of York, der HMS Jamaica und den herankommenden Kreuzern HMS Belfast und HMS Norfolk mit Artillerie zusammengeschossen und durch weitere zehn bis elf Torpedos der Zerstörer HMS Musketeer, HMS Opportune, HMS Virago, HMS Matchless sowie der Kreuzer HMS Belfast und HMS Jamaica getroffen, sank die Scharnhorst (Lage) am Abend. Nur 36 der 1972 Besatzungsangehörigen überlebten. Der Geleitzug erreichte am 29. Dezember Murmansk.